# Associação de Futebol de Barbados
A Associação de Futebol de Barbados (em inglês: Barbados Football Association, ou BFA) é o órgão dirigente do futebol em Barbados. Ela é a responsável pela organização dos campeonatos disputados no país, bem como da Seleção Nacional.